# Quadro Vivo
Quadro Vivo é o segundo álbum de Kiko Zambianchi, gravado e lançado em 1986 pela EMI.
O disco mostra algumas variações musicais que se seguem a partir daí por toda a carreira do artista. Já não apresenta um rock simplesmente, e, em suas músicas, já se percebe um pouco de black music. A faixa "Alguém" é incluída na trilha sonora da novela "Roda de Fogo" da Rede Globo, projetando seu nome nacionalmente, e tem um vídeo feito exclusivamente para o programa Fantástico, da mesma emissora, e que tinha a participação da até então desconhecida Carolina Ferraz, com quem era casado na época. A faixa "Quadro Vivo" foi bem executada nas rádios, e também ganhou videoclipe no mesmo programa. "Nossos Sentimentos" também teve boa repercussão sendo bastante pedida.
No show de lançamento do disco em São Paulo, sobe ao palco para uma participação especial Dado Villa-Lobos (Legião Urbana), para cantar ao lado de Kiko as faixas "Será" e "Ainda É Cedo". Zambianchi toca ainda com Charly García em São Paulo e vai ao seu show novamente no Rio. 

## Faixas
Todas as faixas escritas e compostas por Kiko Zambianchi. 
| N.º | Título                   | Duração |  |
| 1.  | "Estranho Prazer"        | 4:35    |  |
| 2.  | "Imaginação"             | 4:35    |  |
| 3.  | "Mais Uma Folha no Chão" | 4:45    |  |
| 4.  | "Fly"                    | 3:05    |  |
| 5.  | "Naufrágio"              | 6:29    |  |
| 6.  | "Justiça"                | 4:13    |  |
| 7.  | "Mulher Assim"           | 3:50    |  |
| 8.  | "Quadro Vivo"            | 4:10    |  |
| 9.  | "Alguém"                 | 4:39    |  |
| 10. | "Nossos Sentimentos"     | 4:22    |  |
| 11. | "Controle"               | 3:40    |  |